# Disque (botanique)
Pour les articles homonymes, voir Disque.
En botanique, le disque est l'organe charnu plus ou moins aplati couvrant le sommet du réceptacle de certaines fleurs et qui élabore du nectar, sur lequel se placent les ovaires et les étamines,,.